# Comocladia pinnatifolia
Comocladia pinnatifolia är en sumakväxtart som beskrevs av Carl von Linné. Comocladia pinnatifolia ingår i släktet Comocladia och familjen sumakväxter. Inga underarter finns listade i Catalogue of Life.